# Tiszántúli hadjárat (1703)
A tiszántúli hadjárat a Rákóczi-szabadságharc első hadművelet-sorozata volt, mely során a Vereckei-hágótól elinduló II. Rákóczi Ferenc egyre növekvő hadserege elfoglalta a Tiszántúl legnagyobb részét, valamint a Felvidék, a Duna-Tisza köze és Erdély egyes területeit. A hadjárat kezdetét Rákóczi zavadkai táborból való elindulása (1703. július 7.), végét pedig a Tiszán való tokaji átkelése (1703. október 16.) jelöli ki. A hadjárat során a Rákóczi által vezetett helyi jelentőségű parasztfelkelés országos méretű Habsburg-ellenes szabadságharccá nőtte ki magát. A tiszántúli hadjárat folytatása az észak-magyarországi hadjárat volt.

## Előzmények

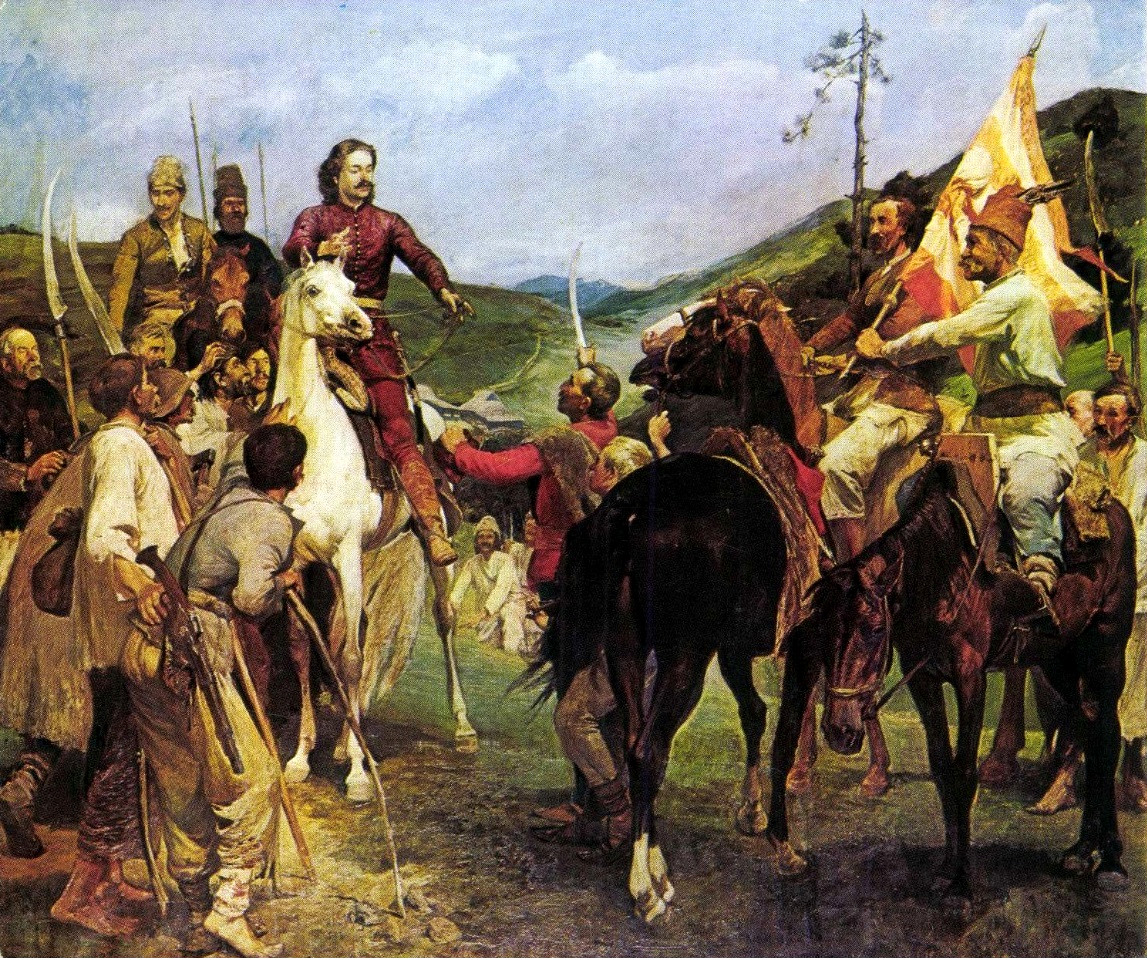
II. Rákóczi Ferenc és Esze Tamás találkozása

II. Rákóczi Ferenc 1703. május 6-án adta ki a szabadságharc kezdetét jelentő brezáni kiáltványát.
Az érkezésére váró tiszaháti felkelőket június 7-én báró Károlyi Sándor szatmári főispán nemesi felkelői Dolhánál szétverték. Így amikor Rákóczi június 16-án Magyarországra érkezett, csak egy kis létszámú, rosszul felszerelt sereg fogadta. Első vállalkozása korábbi birtokainak központja, Munkács meglepetésszerű elfoglalása azonban a császári katonaság ellenállása miatt kudarcba fulladt. Megmaradt egységeivel a magyar–lengyel határon fekvő Zavadkára vonult vissza, ahol hozzálátott a hadsereg megszervezéséhez.

## Erőviszonyok

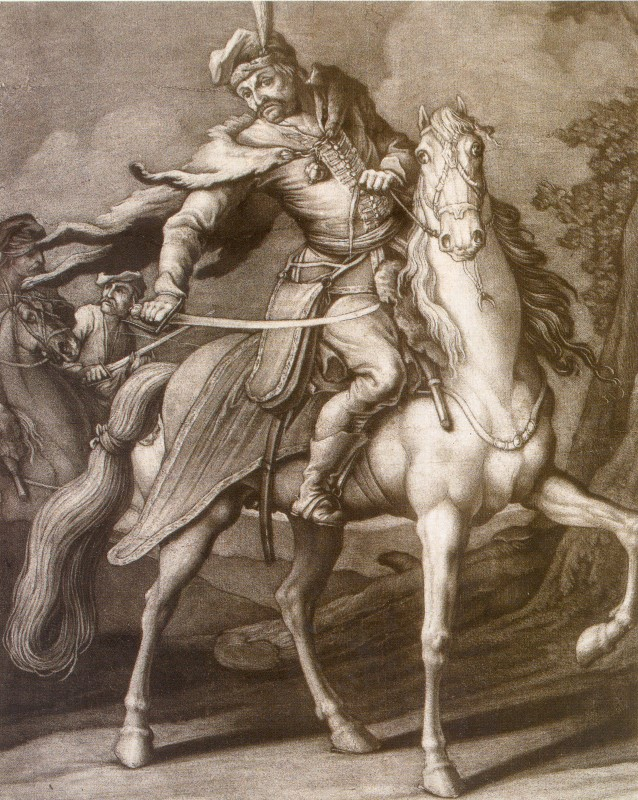
Kuruc lovaskatona

A Zavadkán töltött 8 nap alatt Rákóczi katonáinak létszáma szinte napról-napra nőtt, így július 7-én már kb. 2000 gyalogossal és 400 lovassal indult el a Tiszántúl felé. Seregének legnagyobb részét kiképzetlen és tapasztalatlan, kaszával, botokkal felszerelt szökött jobbágyok alkották, de ekkor már voltak itt a császári hadseregből megszökött lovasok (Ocskay László és Borbély Balázs vezetésével), szökött végvári katonák és XIV. Lajos francia király támogatásával fogadott lengyel és román zsoldosok is.
A császári hadseregnek Magyarországon ekkor a spanyol örökösödési háború eseményei miatt csak kis létszámú egységei tartózkodtak. Ezek 3 lovas és 3 gyalogos ezred bizonyos részeit jelentették, összesen kb. 4000 gyalogost és 1200 lovast. Vezetőjük Felső-Magyarország katonai főparancsnoka, a Kassán tartózkodó Octavio Nigrelli táborszernagy volt.
Ezen kívül még 37 századnyi katona volt elhelyezve a különböző várakban (a környéken pl. Munkács, Huszt, Szatmár, Kálló), akik harci kedve a gyakran akadozó zsoldfizetés és utánpótlás miatt nem volt túlságosan magas. A közeli Erdélyben viszont jelentős császári reguláris katonaság tartózkodott: 5546 gyalogos és 2984 lovas. A kezdeti időszakban a magyar nemesség egyértelműen Rákóczi ellen foglalt állást, így a megyei nemesi felkelők alacsony harcértékű csapatai is a császári egységeket támogatták. Számíthattak még a Magyarország déli részére letelepített, a török elől idemenekült szerbekre is (akik közül néhány tízezren a Maros mentén illetve Bihar vármegyében) éltek. Ők a császártól kapott kiváltságaik miatt megmaradtak az uralkodó hűségén.

## Haditervek

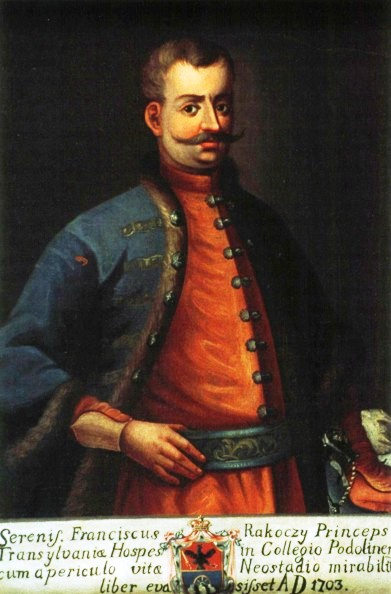
II. Rákóczi Ferenc portréja 1703-ban

Rákóczi haditerve az volt, hogy a felkelést kiterjeszti az emberi és anyagi erőforrásokban bővelkedő Alföldre. Míg a hegyekben tartózkodott, több küldöttség is érkezett hozzá, hogy biztosítsák városuk, kerületük csatlakozásáról, amint hadserege a közelükbe ér. Joggal bízott tehát abban, hogy a Tiszántúl elfoglalásával serege tovább erősödhet.
Ezután a tervek szerint a Felvidéken keresztül Pozsony és Bécs környékéig akart eljutni, ahol egyesülhet a Habsburgokat nyugatról fenyegető, Duna mentén előrenyomuló francia és bajor seregekkel. A spanyol örökösödési háború akkor eseményei ehhez szintén jó lehetőséget biztosítottak.
A dolhai és a munkácsi könnyű győzelmük után a magyar nemesség és a helyi császári katonaság nem vette komolyan a Rákóczi által jelentett fenyegetést. A mozgalmat helyi jelentőségű, könnyen leverhető parasztfelkelésnek tartották. A bécsi vezetés is lebecsülte a kurucokat, leverésüket a kis létszámú helyi német erőkre és a lázadó parasztjaikat megbüntetni akaró magyar nemességre kívánta bízni.

## A hadjárat eseményei

### A tiszai átkelés és a bihari felkelés

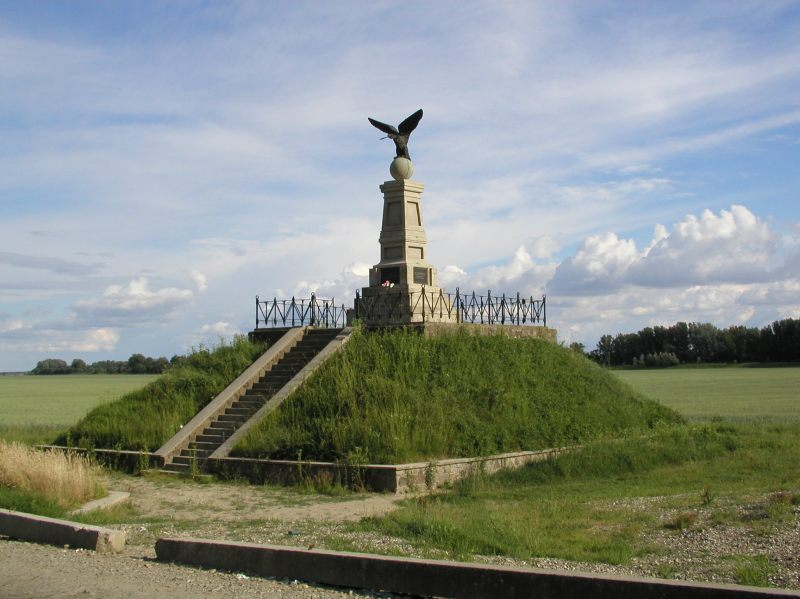
A csata emlékműve Tiszaújlakon

Rákóczi tervének megvalósítása, az egész mozgalom sikeres vagy bukása a tiszai átkelésen múlott. Serege 1703. július 7-én indult el Zavadkáról. A császári őrséggel megerősített Munkácsot elkerülve, az esőzések és áradások miatt rossz minőségű utakon a Nagyág völgyében vonultak le a Tiszához. A folyó túlpartján, Tiszabecsnél a közeli vármegyék nemesi felkelői gróf Csáky István vezetésével próbálták meg az átkelést megakadályozni. Július 14-én kisebb lovassági harc után a nemesi felkelők szétoszlottak, mivel komolyan vették egy Rákóczit támogató negyvenezres lengyel-tatár segélyhadról szóló álhíreket. Egy részük birtokai védelmére távozott, mások a kisvárdai várban gyűltek össze. A közeli Beregszászon állomásozó császári katonaság szintén visszahúzódott a megerősített Szatmárra és Munkácsra. Így a közben 8000 fősre duzzadt kuruc sereg július 16-ra átkelt a Tiszán, Rákóczi pedig 18-án Vásárosnaményban kiadta a nemességet csatlakozásra felszólító naményi pátenst. Ezzel nehéz döntés elé állította a vármegyék nemeseit: ha nem csatlakoznak hozzá felkelt jobbágyaik vagyonukat elrabolják, birtokaikat elveszik, őket és családtagjaikat meg is ölhetik. Ha viszont Rákóczi mellé állnak és ő később vereséget szenved, a király és a hozzá hűen maradt nemesség bosszújától kell tartaniuk.
Július 19-én Bóné András hadnagy és Gödény Pál kisbirtokos nemesek vezetésével felkelés tört ki Bihar vármegye második legnépesebb településén, Diószegen. Bóné vélhetően még Zavadkán találkozott Rákóczival, itteni egyeztetésük miatt időzíthette a felkelést Rákóczi tiszai átkelésének idejére. A bihari kurucok néhány ezer gyalogosa és lovasa megrohanta a diószegi várat, annak német őrségét pedig Sebastian Nordermann kapitánnyal együtt felkoncolta. Ezután csatlakozott hozzájuk Szentjobb romos várának 200 fős magyar őrsége, élükön Kos Mihály kapitánnyal. Később Bóné 4000 lovassal és 3000 gyalogossal csatlakozott Rákóczihoz.

### A felkelők és a nemesség viszonya

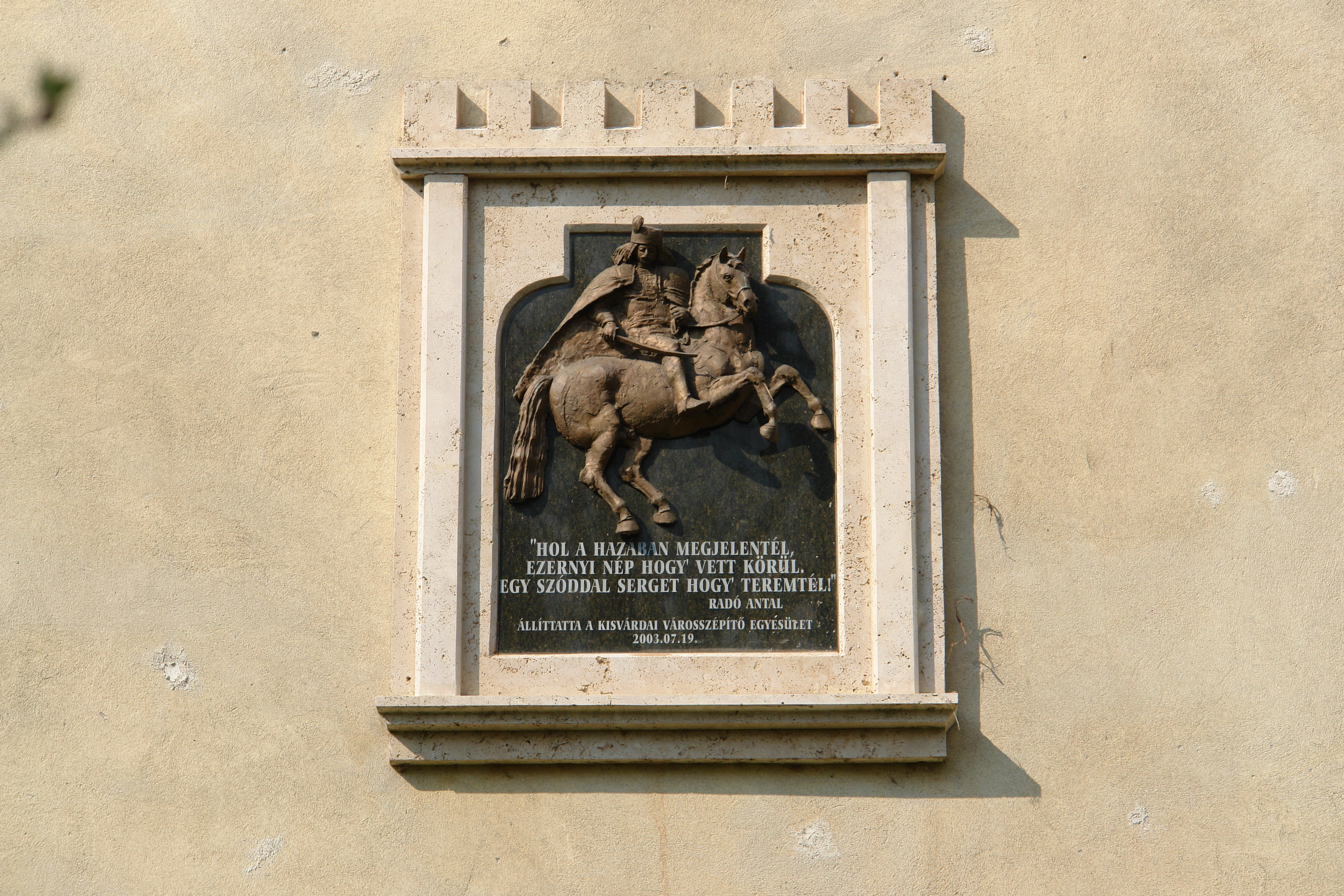
II. Rákóczi Ferenc domborműves emléktáblája a kisvárdai vár oldalán (Györfi Sándor, 2003)

A kisvárdai várba zárkózott nemeseket Rákóczi külön is felszólította a megadásra, de az általa ideküldött egykori rabtársát, Vay Lászlót azok nem engedték be. Július 20-án maga Rákóczi is Kisvárdához érkezett ezer kuruccal és két századnyi lengyellel. A bezárkózott nemesek erre az ellenállást jelképező vörös zászlót húzták fel. Kisebb lövöldözés után (Rákóczinak ekkor még nem voltak ágyúi) a kurucok megkezdték a várat körülvevő mocsarak deszkákkal és sövénnyel való feltöltését, hogy előkészítsék az ostromot. Rákóczi így nagyon kényes helyzetbe került: ha ostromszerek nélkül támadja meg a várat és kudarcot vall, seregének hírneve csorbát szenved, a további csatlakozókra kevésbé számíthat. Ha viszont a kurucok beveszik az erősséget és megölik az azt védő nemeseket, a nemesség Rákóczihoz való csatlakozásának esélye végképp megszűnik. Így leállíttatta az ostrom előkészületeit, mire a megijedt nemesség kiüzente azt, hogy szándékai nem ellenségesek, csupán az események alakulását akarják kivárni.
Ezután Rákóczi 22-én felhagyott az ostrommal és seregével Gyulajra indult. Egy kisebb csapatot a munkácsi német őrség támadásától tartva hátrahagyott Bereg vármegye védelmére. Felderítői már Szolnoknál, sőt a Tiszán átkelve Heves vármegyében és Tokaj közelében portyáztak, így az ellenség elhelyezkedéséről pontos információi voltak. Gyulajon csatlakozott a kurucokhoz az első főnemes, az idős, ősz szakállú báró Melith Pál, aki számos szatmári nemest is hozott Rákóczi táborába mint Eölyüs János, régi Thököly-féle főtiszt, akit Rákóczi fejedelem már 1703. november 29-én hadnagynak nevezett ki. Melith korábban megpróbálta Rákóczihoz téríteni a Bécsben tartózkodó Károlyi Sándor feleségét, a Nagykárolyt irányító Barkóczy Krisztinát is, de vele nem ért el sikert. Megnyerte viszont a nagykárolyi vár egyik hadnagyát, aki társaival baráti látogatást tett az ecsedi várban, s a várőrséget szintén Rákóczi oldalára állította. A vár prefektusát, Pápai Jánost Rákóczi elé vitték, aki rövid rabság után hűségébe fogadta és titkárává tette. Ő írta Rákóczi július 24-én kiadott gyulaji pátensét, mely a katonai fegyelem megszilárdításáról, a szökések és fosztogatások elleni fellépésről szólt.

### Debrecen és a Hajdúság meghódítása

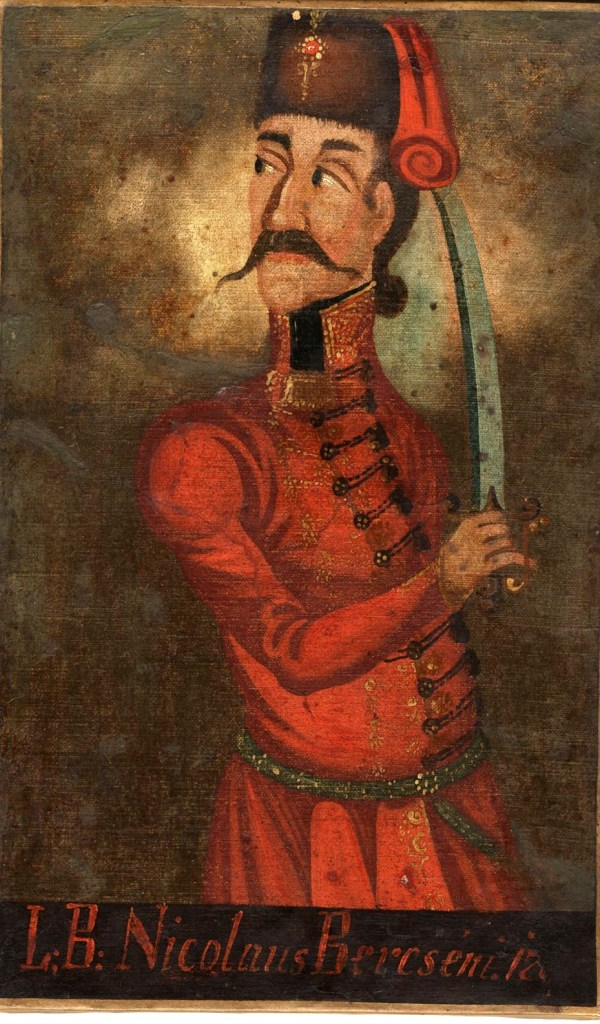
Bercsényi Miklós arcképe

Gyulajról Rákóczi július 26-án érkezett meg a Debrecen melletti Sámsonba. Az első kuruc portyázók még július 23-án összecsaptak a debreceniekkel, ám Rákóczi megérkezésekor már követeket küldtek elé. Ő azonban a város főbíráját, Dobozi Istvánt hívatta maga elé, de nem tárgyalni, hanem behódolni. Ez 28-án meg is történt: a város elkerülte a hadsereg megszállását, viszont hűséget esküdött Rákóczinak. Katonákat nem kellett kiállítania (bár egyes debreceniek önként csatlakozhattak a sereghez), de jelentős céhes iparának, kézműveseinek és kereskedőinek köszönhetően nagy szerepet vállát a hadsereg felszerelésében: Rákóczi felszólítására már augusztus 1-jén 800 puskát, 6000 hajdú egyenruhát és 24 000 tallért küldtek a kuruc sereg részére.
Amikor Rákóczi még Zavadkán tartózkodott, a jászok és a kunok mellett a hajdúk követsége is felkereste, hogy megérkezése esetén való csatlakozásukról biztosítsa. A forrásokból azonban nem derül ki, hogy ezek a kisebb és jobbágysorba taszított bihari, vagy a nagyobb és kiváltságaikat egyelőre még őrző szabolcsi hajdúvárosok voltak-e. A hajdúk létszáma és katonai ereje már csak töredéke volt a Bocskai idejére jellemző állapotoknak. Meghódításukat Rákóczi Bercsényire bízta, aki csak tárgyalások útján tudta ezt elérni. A csatlakozás feltétele az volt, hogy - hátramaradó családjaik védelme érdekében - Rákóczi foglalja el Kálló várát. A vár bevétele után 6 város (Böszörmény, Dorog, Hadház, Nánás, Polgár és Vámospércs) csatlakozott is, ám Szoboszló ellenállását csak fegyverrel sikerült a kurucoknak megtörniük.

### Kálló ostroma

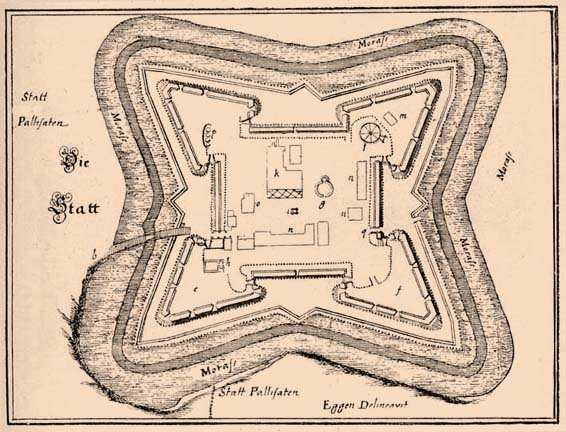
Kállói vár alaprajza

Kálló vára négy bástyával rendelkezett, de régi építésű erődítmény volt. A várfalak alatt palánk védte a várost. Őrsége hajdúkból és mindössze 40 német katonából állt, parancsnokuk Johann Eckstein volt. Rákóczi ostromkellékekkel nem rendelkező serege július 28-án vert tábort a vár közelében. Mivel sok időt nem akart az ostromra szánni, 500 embert küldött a vár megrohanására. Ennek az eleve kudarcra ítélt akciónak (szekerekkel rontottak a várkapunak) azonban mégis lett eredménye: a város lakói között egyre többen fontolgatták, hogy átállnak. Éjszaka Rákóczi jutalmat ígért lengyel katonáinak ha sikerül a bástya melletti házak tetőzetét tüzes nyilakkal felgyújtaniuk. Az így keletkezett tüzet ugyan a védők gyorsan eloltották, de az ezt övező zűrzavar során a város lakossága fellázadt a várbeli németek ellen és kikényszerítette a vár feladását. Eckstein Tokajra való szabad elvonulás fejében ebbe bele is egyezett, ám végül katonáival mégis csatlakozott a kurucokhoz. (Eckstein a kuruc hadsereg ezredeseként halt meg 1709-ben). A város magyar lakosaiból Bozóky Pál (volt postamester, később szintén Rákóczi ezredese) szervezett lovascsapatot. Kálló megszerzése teremtette meg a kuruc tüzérség alapjait is, ugyanis 4 ágyút sikerült a várból zsákmányolni. A város a salétromfőzés egyik központja volt, így a hadsereg felszerelésében fontos szerepet töltött be.
A Rákóczival Kálló alatt lévő sereg nagyságát egy kémjelentés 10 000 főre becsülte, ám ekkor már a kuruc hadsereg nem egy tömbben helyezkedett el. A bihari kurucok ekkor még csak részben csatlakoztak hozzá, portyázói pedig a Tisza mentén Tokajtól Szolnokig foglaltak állást és néha a túlpartra is átcsaptak. Kuruc seregek őrizték a hátrahagyott császári őrséggel ellátott várakat (Munkács, Ungvár, Huszt), valamint az Erdély felől várható császári támadás lehetséges kiindulópontját, Somlyót és Kővár vidékét is.
Egy császári forrás szerint Rákóczi serege ekkor 10 ezredből állt, ebből 6 lovas (Buday István, Majos István, Majos János, Bóné András, Szűcs János és Pap Mihály ezredesek vezetésével) és 4 gyalogos (Esze Tamás, Kis Albert, Kos Mihály és Gödény Pál irányítása alatt). Ezen felül biztosan ezredesi rangja és önálló csapatteste volt ekkor Ocskay Lászlónak és Borbély Balázsnak is.

### A rác támadás
A török kiűzésének idején több százezer szerb (korabeli elnevezéssel: rác) menekült Magyarország területére. A bécsi kormányzat örömmel fogadta be és a Maros és a Tisza mentén szervezet katonai határőrvidéken telepítette le őket. Kiváltságaik közé tartozott az adómentesség, robotot nem kellett teljesíteniük, szabadon gyakorolhatták vallásukat, megválaszthatták bíráikat és vajdájukat. Cserébe katonai szolgálattal tartoztak. Ez jelentette a török elleni védekezést, de az esetleges magyar felkelők ellen is felhasználhatóak voltak. A Határőrvidék korábbi parancsnoka, a bajor hadszíntérről Szegedre rendelt Leopold Schlick így könnyen fel tudta biztatni őket, hogy Rákóczi mozgalma ellen forduljanak.
Tököly rác vajda (nem azonos Thököly Imrével!) vezetésével Bihar vármegyébe nyomultak és ott egyesültek a Várad külvárosában, Váradolasziban letelepedett rácokkal. Az itteni palánkvárat ugyanis Bóné András és a Biharban maradt kurucok megpróbálták elfoglalni. Ezt a Kis Balázs, egykori császári ezredes által vezetett rácok és a közeli Váradról érkező huszárok és császári katonák azonban megakadályozták. Bóné csapatait a Körös mocsaraiba szorították, ahol jelentős veszteségeket szenvedtek. Másnap a kurucok pocsaji táborára támadtak, akik itt további kb. 300 embert vesztettek. Ezután a Rákóczi mellé állt sárréti magyar lakosságú települések felprédálásához kezdtek.
Erre a hírre augusztus 2-án Rákóczi ismét Debrecen közelébe vonult, Bercsényit pedig Bónéhoz küldte. A bihari kurucok 3000 lovasával már 3-án újra Debrecenhez érkezett. Közben Rákóczi felszólította a hajdúvárosokat és Debrecent, hogy több száz szekerek bocsássanak a rendelkezésére, mert gyalogságát ezzel gyorsabban tudta Biharba szállítani. Rendkívül gyorsan, már 5-én este meg is érkeztek Diószegre, 6-án hajnalban pedig Bercsényi a lovassággal megrohanta Váradolaszit. A váratlan támadás gyors sikert hozott, a kurucok a várost elfoglalták, házait kirabolták és felgyújtották, kb. 7000 lakóját pedig megölték így bosszulva meg a magyar falvak elpusztítását. Rákóczi augusztus 9-én, Székelyhídon kiadott pátensében csatlakozásra szólította fel a rácokat, kiváltságaik megtartását ígérve nekik. Legnagyobb részük azonban a szabadságharc végéig a császár oldalán maradt.
Diószegen csatlakozott Rákóczihoz Szabolcs vármegye nemessége, akik a Kisvárdai várból kivonulva esküdtek hűséget a vezérnek. Közülük Bessenyey Zsigmond és Ibrányi László korábban Thököly ezredesei voltak.
Bercsényi lovassága ezután megkísérelte Gyula meglepetésszerű elfoglalását, itt azonban nem jártak sikerrel.

### Erdély határának és a hátország biztosítása
Erdély császári parancsnoka, Jean-Louis de Rabutin az eddigi eseményekbe nem avatkozott bele. Egy kisebb csapattal Donec őrnagyot Déshez, báró Glöckelsberg tábornokot pedig 600 lovassal Somlyó várába küldött, hogy szükség esetén Szatmár vagy Várad őrségének segítségére siethessenek. Utóbbiak szemmel tartására Rákóczi még Kisvárda alól kiküldött egy lovascsapatot, akik többször is összecsaptak a várból kitörő császáriakkal. A vár bevételére Rákóczi augusztus 7-én Szűcs János ezredest küldte. Glöckelsberg azonban erről az akcióról már korábban tudomást szerzett. Mindössze kb. 150 német és magyar gyalogost hagyva Somlyón a kurucok megérkezése előtt Szatmárra vonult vissza, ahol a parancsnokságot is átvette.
Somlyó parancsnoka Boér Ferenc Erdélybe szökött, a helyette megválasztott Kaszás Pál pedig a megérkező kurucokhoz csatlakozott. A vár német parancsnoka azonban ellenállt, így megkezdődött az ostrom. 8 német katona halála után a többiek fellázadtak és megölték parancsnokukat, majd a kuruc rohamkor ők is átálltak Rákóczi oldalára.
Augusztus 9-én Rákóczi levélben hívta fel Kővár főkapitányát gróf Teleki Mihályt a csatlakozásra. Ő azonban német és francia katonáival a védelem megszervezéséhez látott. A környékbeli nemesek, magyar és román parasztok azonban néhány nap alatt a kurucok oldalára álltak. Teleki és egyre fogyatkozó őrsége még kitartott a várban, de Somlyó városa meghódolt Rákóczinak. A város megbüntetésére augusztus 24-én rácok érkeztek, akik a korabeli beszámolók szerint még a csecsemőket is lemészárolták.

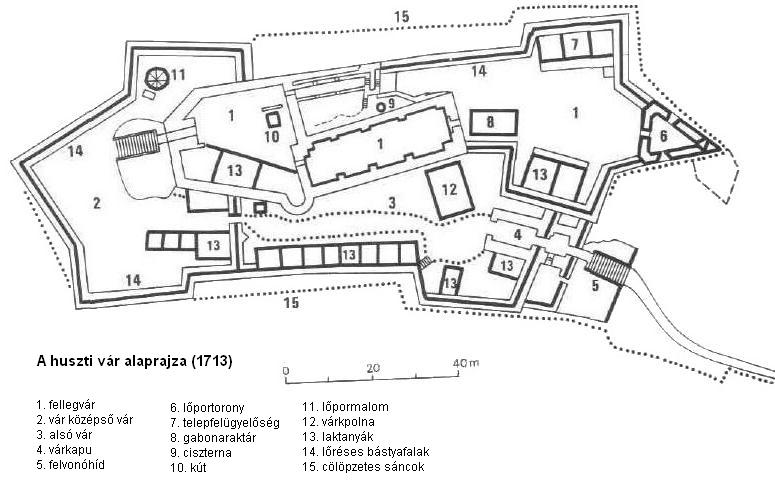
A huszti vár alaprajza 1713-ban

Erdély kapujának megszerzésével a kurucok előtt megnyílt a fejedelemség elfoglalásának lehetősége. 
A Tiszántúl jelentős részének elfoglalása közben a kurucok kevesebb erőforrással rendelkeztek a Tisza és a Kárpátok közötti, mozgalmuk kiindulási helyének számító Ugocsa, Máramaros, Bereg és Ung vármegyék területén. Ezek biztosítása sürgőssé vált, hiszen az itteni várakból kiindulva a császáriak könnyel összeroppanthatták volna az Alföldön bekerített hadsereget. Rákóczi Ilosvay Bálint és Majos János csapatait küldte a felkelés hátában maradt Ugocsa és Máramaros vármegyék elfoglalására. Augusztus 6-án benyomultak Nagyszőllősre, 14-e körül Máramarosszigetre, majd az 50 fős német őrséggel ellátott Huszt ostromához kezdtek. Huszt német parancsnoka báró Eytner is ellenállt, ám Ilosvay magát a kurucok elől menekülő nemesnek mondva bejutott az erősségbe. Itt fellázította az évek óta fizetetlen zsoldosokat, akik 17-én Eytnert megölték és a várat átadták a kurucoknak. A történet egy későbbi, kiszínezett változatát örökíti meg Jókai Mór http://mek.oszk.hu/07300/07315/07315.htm című novellája.
A vármegye lakossága (a nemesség is) csatlakozott, rövidesen 4000 gyalogost és 800 lovast adtak a hadseregbe. De Máramaros gazdasági jelentősége is óriási volt: a kurucok kezére kerültek a gazdag sóbányák, valamint Nagybánya augusztus 14-ei meghódolásával a környék arany- és ezüstbányái, valamint a város pénzverdéje. Felszabadultak a Kárpátok hágói is, így erősödött az összeköttetés a baráti Lengyelországgal.
Ezt követően Ilosvay környékbeli magyar és ruszin parasztokkal megerősített csapatai Munkács és Ungvár várát vették blokád alá. Benyomultak Zemplénbe is, ahol a nemesség Csicsva várába zárkózott, 8 kuruc zászlóalj pedig elfoglalta Homonna várát.

### Szatmár ostroma

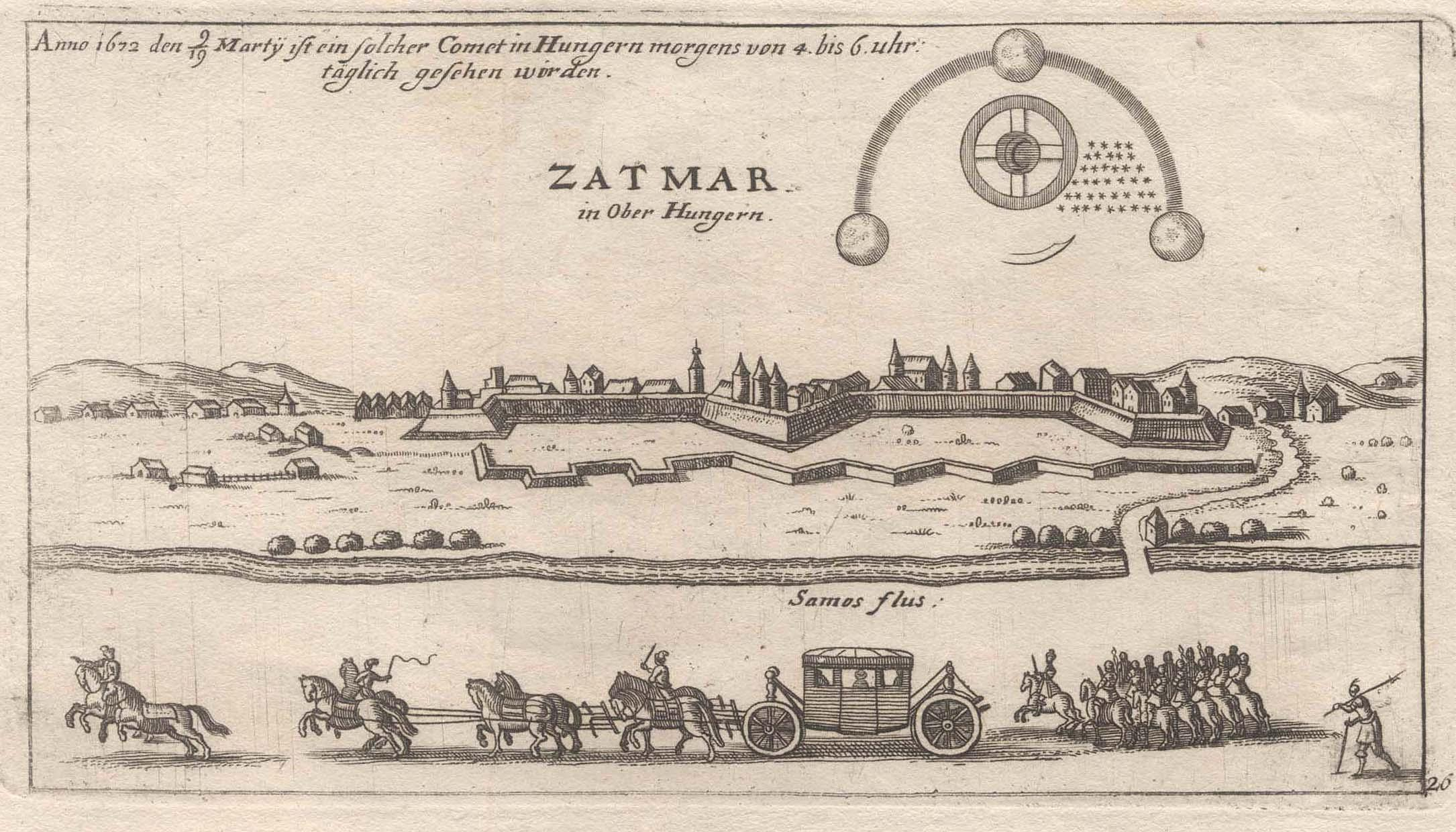
Szatmár vára egy 17. századi metszeten

Augusztus közepére a Tiszántúlon már csak két, császári őrséggel felszerelt jelentős vár maradt: Várad és Szatmár. Rákóczi az utóbbi ostroma mellett döntött, de előtte még Bercsényit Nagykároly elfoglalására küldte. A Dolhánál a gyülekező kurucokat szétverő, éppen Bécsben tartózkodó Károlyi Sándor birtokainak központját felesége, Barkóczy Krisztina irányította. Eddigre a környék összes császárhű nemese Szatmárra menekült, ő azonban továbbra is kitartott a kis, de jól felszerelt várban. Amikor a kurucok közeledésének hírére mégis a távozás mellett döntött, már nem tehette meg, mivel a várost körbezárták, bár Glökelsbergnek még sikerült erősítést bejuttatnia. A kuruc hadsereg még mindig alkalmatlan volt egy várostromra, Rákóczi így inkább Bercsényi rábeszélőképességében bízhatott, amikor ideküldte. Ígéretekkel és fenyegetéssel augusztus 13-án sikerült is a férjétől régóta hírt nem kapó asszonyt a vár feladására rábírnia. A német katonaság szabadon távozhatott Szatmárra, ám ezt csak nyolcan tették meg, a többiek is kurucnak álltak.
Augusztus 15-én Rákóczi már a Szamos bal partján, a Szatmártól 8 km-re lévő Vetésen ütött tábort. Szatmár vára a Szamos szigetén állt, földsáncokkal és palánkkal megerősített, jól felszerelt erősség volt. Glökersberg rendelkezett egy-egy századdal a Heister- és a Nehem-ezred gyalogságából, valamint egy vértes ezreddel. Összlétszámuk elérte az ezer főt. A folyó két partján Szatmár és Németi városai helyezkedtek el. A vár körülzárása érdekében Rákóczi hidat veretett a folyón, hogy a várból bármely iránya kitörő lovasság portyáit gyorsan megakadályozhassa. A hídfőnél, Vetés mellett, a vár ágyúitól biztonságos távolságban helyezte el táborát. Az első összecsapás a hídfő védműveit lerombolni akaró 300 lovassal 16-án zajlott. A kurucok vesztesége ugyan nagyobb volt, de sikerült a császáriakat a várba visszaszorítaniuk. Glöckelsberg ezután úgy döntött, hogy a nehezen védhető és a kurucoknak meghódolni akaró Németi városát inkább feladja, éjfélkor az épületeket felgyújtatta, a város vezetőit pedig a várban bebörtönözte. A kurucok csökkentették a várbeliek kint lévő élelmiszertartalékait (búza felgyújtása, marhák elhajtása), majd 28-án éjjel újabb kisebb összecsapás tört ki szemben álló felek között. Szatmár lakói szívesen csatlakoztak volna a kurucokhoz, így Rákóczinak tanácsot adtak a város elfoglalására. A forró időszakban ugyanis a Szamos egyik ága majdnem teljesen kiszáradt. A maradék elterelésével a kurucok kisebb földsáncokon keresztül bejuthattak volna a városba. Ehhez azonban a tábort titokban a Szamos jobb partjára, Pálfalvára kellett áthelyezni. Az éjszakai átkelés során egy kuruc tiszt a sötétben rálőtt az elől vonuló, kurucokkal szövetséges németekre, akik szintén ellenségnek vélték Rákócziékat és viszonozták a tüzet. A kialakuló zűrzavarban Bercsényi lova felbukott, ő pedig ájultan esett le róla. Rákóczi mentette meg, majd a katonákat rendezve véget vetett a tumultusnak. Glöckelsberg ezután leromboltatta a kurucok őrizetlenül maradt hídját (ezt később gyorsan újjáépítették). A várból kitörő lovasai a gátépítést is akadályozták, a fegyelmezetlen kuruc lovasság miatt sikereket is értek el ebben. Rákóczi végül lemondott a gátépítésről és a város elfoglalásáról, és a vár ágyúitól távolabbra helyezte táborát.
Eközben a marosmenti rácok újabb megmozdulásának hírére Rákóczi Torday Ferencet a Tiszától Gyula és Jenő várának körülzárására rendelte. Aradról azonban néhány század császári katona és 1200 rác eljutott Váradra, ahova a vár új parancsnokát Franz Fels ezredest kísérték be. Visszatérésükkor, szeptember 1-jén azonban Bélfenyérnél Rákóczi Biharba küldött 3000 lovasával találkoztak. Tököly vajda csapatai keményen védekeztek a túlerővel szemben, még a menekülő rác lovasságot is sikerült Stolz századosnak megállítani és újjászervezni. De a rác gyalogosok csata közben fosztogatásba kezdtek, így a kurucok újra támadni és győzni tudtak. A rácok több, mint 700 főt vesztettek. A száznál több kuruc áldozat között volt Bozóky Pál ezredes, a csatában szerzett sebekbe néhány nap múlva Majos István ezredes is belehalt.
Szatmár egyre jobban elhúzódó ostromát Rákóczi Vetésről folytatta. Itt adta ki első katonai rendszabályait, az Edictum Militare-t illetve a katonáskodó jobbágyok helyzetét rendező vetési pátenst. Mindkettőnek fontos eleme volt a katonai fegyelem megszilárdítása. A pátens a felkelés népi jellegét is erősítette: a katonáskodó jobbágyok és közvetlen családtagjaik a harcok idejére felmentést kaptak az állami- és jobbágyterhek fizetése alól.
Augusztus 25. körül csatlakozott Rákóczihoz báró Sennyey István. Szeptember 4-én az erdélyi császári csapatok megjelenésétől tartva a kuruc tábor átköltözött a Kraszna túlsó partjára, Domahidára, ám Szatmár körülzárását nem adták fel. Hátrébb vonulása azonban felbátorította Glöckelsberget, aki szeptember 7-én Donec őrnagyot egy 400 fős magyar és német lovasokból álló csapat élén Nagybánya visszafoglalására és Kővár felmentésére küldte. Nagybánya előtt tűzharcba is keveredtek a kurucokkal, ám azt a hamis hírt hallva, hogy Rákóczi ismét megindult Szatmár ellen, Donec visszafordította csapatát, nehogy a várból kiszoruljon.

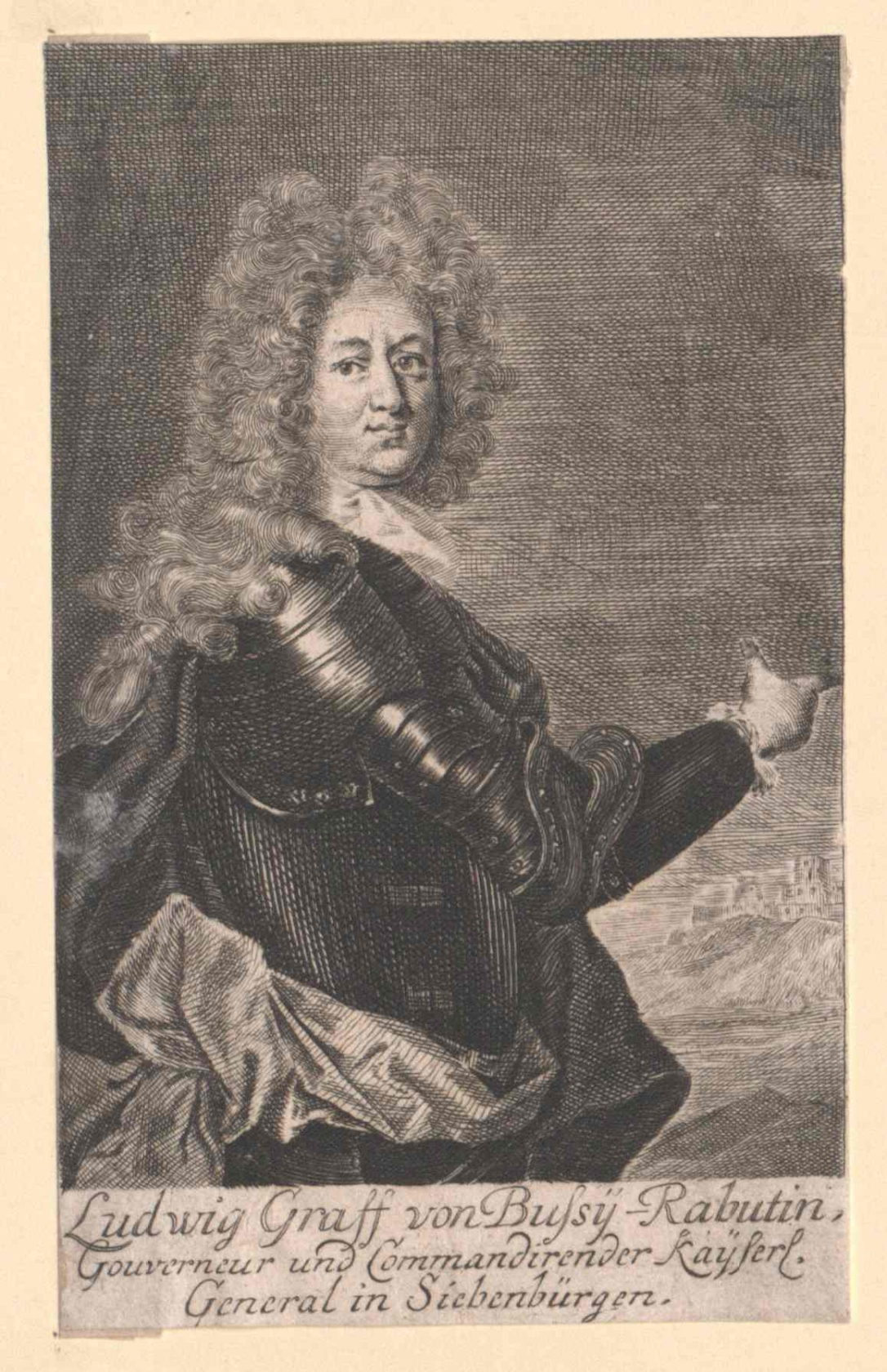
Az Erdélyi császári seregek főparancsnoka, Jean Louis Rabutin de Bussy

Rákóczi óvatosságának jó oka volt: Erdély katonai parancsnoka, Rabutin Nagyszebent elhagyva több mint 1400 emberrel szeptember 13-án felmentette a megadás szélére került Kővárt. Rabutin már felszólította Telekit, hogy készüljön a Rákóczi elleni támadásra, amikor híreket kapott arról, hogy a kurucok a Fekete-Körös völgyében betörtek Erdélybe és Brádnál legyőzték Száva Mihály seregét. Rabutin erre letett a magyarországi előrenyomulásról és visszavonult Kolozsvárra, Kőváron csak 170 puskást hagyott.
Rákóczi Ilosvay Imre vezetésével 2000 lovast indított Rabutin visszavonulásának megfigyelésére. Ők a tábornok nyomát elvesztették ugyan, de ráakadtak a Désnél állomásozó Bethlen Sámuel 500 székelyből álló csapataira. A helyi lakosság és a hajnali köd segítségével szeptember 20-án reggel Szentbenedeknél szét is verték őket, sokan közülük a Szamosba fulladtak. Ezzel a győzelemmel Erdély másik bejárata is a kurucok felügyelete alá került.
Feltehetőben ekkor történt meg az a Rákóczi elleni merénylet, melyről XIV. Lajos magyarországi követének 1705-ben mesélt. Rákóczi egy kisebb csapattal kivonult a táborból - talán vadászat céljából -, néhány emberével egy parasztházban szállt meg. Mindössze öt embere maradt vele, amikor egy korábban közéjük férkőzött császári hadnagy a házat néhány társával bekerítve felszólította megadásra. Rákóczi azonban lelőtte támadóját, majd a ház ajtaját eltorlaszolta. A tiszt társai ekkor a ház felgyújtásához kezdtek, ám Rákóczi testőrségének többi tagja ekkor tért vissza, akik lekaszabolták a merénylőket.
Bár a szatmári vár sikeres ostromában továbbra sem bízhatott, újra megközelítette azt, hogy Szatmár városát bevegye és a várbeliek utánpótlását még jobban megnehezítse. Szeptember 17-én a fősereg ismét Szatmár közvetlen közelében volt. 19-én indult is egy roham a vár ellen, ám a kurucok az ellenséget látva inkább visszahúzódtak. Német nyelvű röpiratokkal próbálták a vár őrségét csatlakozásra bírni, aminek néhányan eleget is tettek. Pedig Glöckelsberg szigorú fegyelmet tartott és a várat további sáncokkal erősítette meg.
Szeptember 29-én éjszaka Rákóczi gyalogságát és lovassága egy részét elrejtette a közeli kukoricásban és szőlőkben, lovassága másik része pedig reggel megpróbálta a vár lovasait kicsalogatni. Ők ezt azért nem fogadták el, mert egy részük Glöckelsberg vezetésével épp élelemszerző portyán tartózkodott. Amikor az ő visszatérésüket a kurucok észrevették, megindult a város elleni támadás. 40 zászlóalj gyalogos és 20 zászlóalj lovas rohamának az elcsigázott polgárokból álló őrség nem tudott ellenállni, a kurucok betörtek a sáncokon és felhúzták zászlójukat a református templom tornyára. A portyázó lovasoknak azonban sikerült visszatérniük a várba, miközben a vár tüzérsége jelentős veszteséget okozott a várost elözönlő kurucoknak. A németek a városban lévő őrséget, sőt még néhány ágyút is a várba menekítettek, de a kurucok így is zsákmányoltak 3 ágyút. A várban lévő magyar katonák mindegyike megszökött és Rákóczihoz állt, példájukat a nemesség nagy része is követte.
Október 1-jén egy küldöttség szólította fel Glöckelsberget a vár átadására, ám ő erre nem volt hajlandó. 6-án éjjel a város és a Szamos holtága felől is megrohanták a kurucok a várat, ám a kemény ellenállás miatt másfél órás küzdelem után visszavonultak. A kurucok vesztesége legalább 300 ember volt.
Eddigre viszont a Tiszántúl nyugati területein jelentős sikereket értek el a kurucok. Szeptember 21-én Szőcs János, Borbély Balázs és Deák Ferenc ezredesek seregei bevették Szolnok várát, melyet az ír származású Walthers kapitány és száz embere védett. A várvédőket felkoncolták, a kurucok itt jelentős zsákmányra tettek szert (14 ágyú, több mint 100 fegyver és rengeteg só). A parancsnokságot Ónodi Császár István vette át 700 hajdú élén.
Pár nap múlva Kecskemét közelében legyőzték a Szolnok felmentésére késve érkező Kyba ezredes 3000 rác katonáját is. A sebesült Kybát Szegedre szállították, ahol sérüléseibe belehalt. Ezzel a győzelemmel a kurucok fennhatósága a Duna-Tisza közére is kiterjedt, meghódolt Rákóczinak Kecskemét is.
Nagyváradról a Fels vezette császári csapatok folyamatos kitörésekkel nyugtalanították a kis létszámú kuruc erőket. Molnár István hadnagy megsegítésére Rudnai hadnagy gyalogosai, majd szeptember végén Torday Ferenc ezrede is ideérkezett, ám a harci helyzet nem változott.
Az Erdéllyel határos területekre október elején Kolozsvárról újra benyomult a császári haderő, legyőzve a parancsnokuk engedélye nélkül eléjük kivonuló Kaszás Pál és Csurulya csapatait. A győzelem után elpusztították Somlyó városát és várát. Amikor Rákóczi erről tudomást szerzett, Sennyeyt arra utasította, hogy Kaszást fogja el, Csurulyát pedig végeztesse ki. Szűcs János ezredét Somlyó környékére rendelték erősítésül, de ez csak arra volt elég, hogy a császári csapatok rablásait és fosztogatásait hasonló módszerekkel torolják meg.

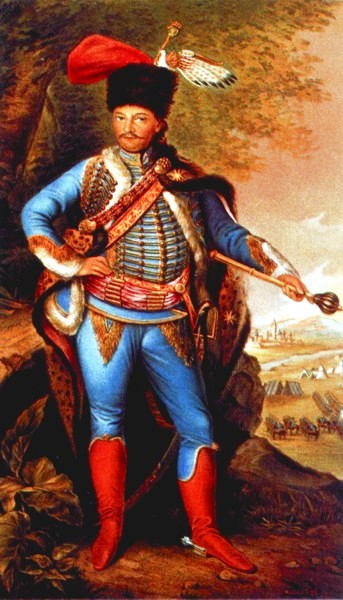
Károlyi Sándor portréja

Rákóczi és főtisztjei még szeptember közepén, a domahídi táborában tartott tanácskozáson döntöttek a Felvidék elfoglalásának megindításáról is. Ocskay és Borbély csapatai már augusztus vége óta portyáztak a Tisza jobb partján, de ekkor Rákóczi az időközben felgyógyult Bercsényi seregét is Tokajhoz küldte. Október 9-én jelentkezett Bercsényi táborában a bécsi udvari körökben és a királyban mélységesen csalódott Károlyi Sándor, akit Rákóczi pár nappal később tábornokká nevezett ki és a Duna-Tisza közi csapatok élére állított. Az újabb sikertelen szatmári ostrom után Rákóczi a folytatást Sennyey Istvánra bízta, ő pedig a 2000 lovassal és 2000 gyalogossal október 8-án szintén Tokaj felé indult. Október 14-én Tiszalucnál kelt át a folyón.

## Következmények

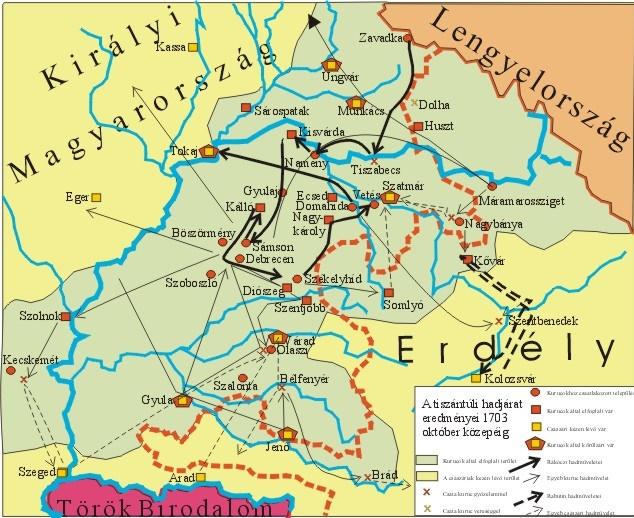
A tiszántúli hadjárat hadműveleti térképe

A tiszántúli hadjárat megteremtette a tiszaháti felkelés országos szabadságharccá bővülésének feltételeit. Rákóczi pár ezer fős serege három hónap alatt több mint tízezresre duzzadt, megnyert több kisebb csatát és bevett néhány várat is. A mozgalom területe több vármegyére kiterjedt, növelve Rákóczi erőforrásait mind a sereg emberi utánpótlása, mind anyagi ellátása terén. A sereg harci értékekét azonban csak létszáma és néhány képzett tiszt csatlakozása növelte, továbbra is rosszul felszerelt, képzetlen és fegyelmezetlen katonák tették ki többségét. A hadjárat azért lehetett sikeres, mert nyílt csatát reguláris császári egységek ellen egyszer sem kellett vívniuk. A várak is inkább megadás miatt kerültek birtokukba, a keményen ellenálló Szatmár és Várad ostromkísérletei sorra kudarcot vallottak.
A parasztfelkelésként induló mozgalom ugyan népi jellegű maradt, de a hadjárat során egyre több nemes, sőt főnemes is csatlakozott hozzá. Bár a jobbágyok és földesuraik közötti ellentétek nem oldódtak fel, átmenetileg háttérbe szorultak a nemzeti ügy miatt. A nemesség birtokainak fosztogatása Rákóczi tiltásai ellenére sem szűnt meg, így sokan csak vagyonuk védelme érdekében váltak kuruccá. Az ő megbízhatóságuk kérdéses volt. A szabadságharchoz a magyarok mellett számos ruszin és román paraszt, illetve német katona is csatlakozott, a dél-magyarországi szerbek fegyveres ellenállása azonban a későbbiekben is komoly problémák forrása lett.
A hadjárat Rákóczi elképzeléseinek megfelelően alakult, a Tiszántúlról kiindulva hozzáláthatott a Felvidék meghódításához és a francia–bajor seregekkel való egyesülés előkészítéséhez. A sikerek lassan változást idéztek elő a bécsi kormánykörök hozzáállásában: az uralkodó környezetének rá kellett ébrednie, hogy a kurucok legyőzése nem fog a helyi, kis létszámú katonaság és a nemesség segítségével megvalósulni, a magyar hadszíntérre további erősítéseket kell küldeniük.